# Sebros
Sebros (altgriechisch Σέβρος Sébros) ist eine Person der griechischen Mythologie.
Er ist der Sohn des Hippokoon aus Amyklai. Das älteste Zeugnis für Sebros ist seine Erwähnung in einem Katalog der Hippokoonsöhne beim Chorlyriker Alkman. Pausanias berichtet von Heroa von Söhnen des Hippokoon, die sich in Sparta hinter einer Säulenhalle neben einer Gruppe von Platanen befunden haben. In der Platanengruppe befand sich ein Heroon der Olympionikin Kyniska, die dort als Kulturheroine der Pferdezucht verehrt wurde. Außer Sebros wurden die Hippokoonsöhne Alkimos, Enaraiphoros und Dorkeus verehrt. Ein in der Nähe der Heroa liegender Platz wurde nach Sebros Sebrion genannt.
Ein Mythos um die Söhne des Hippokon ist in der Bibliotheke des Apollodor geschildert, wobei es mehr als vier von ihnen gibt und sie andere Namen tragen. Hippokoon vertreibt hier gemeinsam mit seinen Söhnen Dorykleus, Skaios, Enarophoros, Bukolos, Euteiches, Lykaithos, Tebros, Hippothoos, Eurytos, Hippokorystes, Alkinoos und Alkon die Herrscher von Sparta, Ikarios und Tyndareos, aus der Stadt. Hippokoon und alle seine Söhne werden von Herakles getötet, woraufhin Tyndareos die Herrschaft wieder an sich nimmt.
Sebros ist mit dem Tebros aus der Bibliotheke zu identifizieren, als Grund für die verschiedenen Namensformen wird entweder ein Versehen bei der Übertragung des Namens oder eine Lautverschiebung im Dorischen angenommen.